# Viện trưởng Viện kiểm sát nhân dân cấp cao
Viện trưởng Viện kiểm sát nhân dân cấp cao tại Việt Nam là người đứng đầu Viện kiểm sát nhân dân cấp cao. Viện trưởng Viện kiểm sát nhân dân cấp cao do Viện trưởng Viện kiểm sát nhân dân tối cao Việt Nam bổ nhiệm, miễn nhiệm, cách chức. Nhiệm kì của Viện trưởng Viện kiểm sát nhân dân cấp cao là 5 năm kể từ ngày được bổ nhiệm.

## Nhiệm vụ và quyền hạn
1. Chỉ đạo, điều hành, kiểm tra việc thực hiện nhiệm vụ, kế hoạch công tác của Viện kiểm sát nhân dân cấp cao; quyết định các vấn đề về công tác của Viện kiểm sát nhân dân cấp cao; chịu trách nhiệm và báo cáo công tác trước Viện trưởng Viện kiểm sát nhân dân tối cao[1]
2. Chỉ đạo, hướng dẫn, kiểm tra hoạt động nghiệp vụ thực hành quyền công tố và kiểm sát xét xử của Viện kiểm sát nhân dân cấp tỉnh, Viện kiểm sát nhân dân cấp huyện[1]
3. Thực hiện nhiệm vụ, quyền hạn khác theo quy định của pháp luật.[1]

## Danh sách Viện trưởng qua các thời kì

### Viện trưởngViện kiểm sát nhân dân cấp cao tại Hà Nội
1. Nguyễn Huy Tiến (tháng 7 năm 2015 – 20 tháng 4 năm 2017)
2. Nguyễn Quang Thành (15 tháng 5 năm 2017 – nay), nguyên Viện trưởng Viện kiểm sát nhân dân thành phố Hà Nội[2][3]

### Viện trưởngViện kiểm sát nhân dân cấp cao tại Thành phố Hồ Chí Minh
1. Nguyễn Văn Quảng (15 tháng 6 năm 2015 – 1 tháng 6 năm 2017) [4]
2. Nguyễn Đình Trung (17 tháng 7 năm 2017 – nay)

### Viện trưởngViện kiểm sát nhân dân cấp cao tại Đà Nẵng
1. Phan Văn Sơn (9 tháng 6 năm 2015 – tháng 10 năm 2016)[5]
2. Nguyễn Quang Dũng (15 tháng 10 năm 2016 – nay), Kiểm sát viên cao cấp, nguyên Viện trưởng Viện kiểm sát nhân dân tỉnh Quảng Nam[5]